# Le Tigre des neiges
Le Tigre des neiges (雪花の虎, Yukibana no tora) est un seinen manga de Akiko Higashimura, prépublié dans le magazine Hibana entre mars 2015 et août 2017 puis dans le Big Comic Spirits entre janvier 2018 et octobre 2020 et publié par l'éditeur Shōgakukan en un total de 10 volumes reliés. La version française est traduite par Miyako Slocombe et éditée par Le Lézard noir.
Le manga reprend une théorie existante selon laquelle le seigneur de guerre japonais Uesugi Kenshin (1530-1578) aurait été en réalité une femme.

## Personnages
- Torachiyo Tora

Troisième enfant de Tamekage Nagao. Véritable garçon manqué et enfant turbulente, elle grandit dans un petit château des montagnes. Elle changera son nom en Kenshin Uesugi.
- Tamekage Nagao

Père de Tora, il est le seigneur du château de Kasugayama. Il fut désespéré quand il apprit que son troisième enfant Tora était une fille et décida de l'élever comme un garçon.
- Aya

Sœur de Tora elle apprend le Koto et la flûte. Elle à l'air d'avoir peur du sang.
- Nagao Harukage

Grand frère de Tora, il n'aime pas la guerre et est de faible constitution. Il joue du tambourin.
- Okon

Mère de Tora. Lorsqu'elle fut enceinte de Tora, elle a fait un rêve où apparaît le roi Bishamonten.

## Manga
Le Tigre des neiges est un seinen manga scénarisé et dessiné par Akiko Higashimura. Le manga reprend une théorie existante selon laquelle le seigneur de guerre japonais Uesugi Kenshin (1530-1578) aurait été en réalité une femme.
La série débute sa prépublication le 6 mars 2015 dans le premier numéro du magazine Hibana jusqu'à son dernier numéro sorti le 7 août 2017. Le transfert est tout d'abord annoncé vers le Monthly Big Comic Spirits mais la série reprend finalement dans le Big Comic Spirits le 15 janvier 2018. En juin 2020, le magazine annonce que la série entre dans son climax et sa prépublication s'achève le 26 octobre 2020. La série est publiée par l'éditeur Shōgakukan en un total de 10 volumes reliés sortis entre le 11 septembre 2015 et le 12 février 2021.
La version française est éditée par Le Lézard noir avec un premier volume sorti le 8 novembre 2018.

### Liste des volumes
| no | Japonais          | Japonais          | Français          | Français          |
| no | Date de sortie    | ISBN              | Date de sortie    | ISBN              |
| -- | ----------------- | ----------------- | ----------------- | ----------------- |
| 1  | 11 septembre 2015 | 978-4-09-187188-6 | 8 novembre 2018   | 978-2-35348-138-5 |
| 2  | 12 février 2016   | 978-4-09-187565-5 | 21 janvier 2019   | 978-2-35348-140-8 |
| 3  | 12 septembre 2016 | 978-4-09-187565-5 | 20 juin 2019      | 978-2-35348-147-7 |
| 4  | 12 janvier 2017   | 978-4-09-189444-1 | 19 septembre 2019 | 978-2-35348-160-6 |
| 5  | 10 novembre 2017  | 978-4-09-189752-7 | 20 février 2020   | 978-2-35348-159-0 |
| 6  | 9 août 2018       | 978-4-09-860103-5 | 3 septembre 2020  | 978-2-35348-163-7 |
| 7  | 12 mars 2019      | 978-4-09-860276-6 | 7 janvier 2021    | 978-2-35348-201-6 |
| 8  | 12 septembre 2019 | 978-4-09-860435-7 | 6 mai 2021        | 978-2-35348-212-2 |
| 9  | 10 avril 2020     | 978-4-09-860660-3 | 3 décembre 2021   | 978-2-35348-232-0 |
| 10 | 12 février 2021   | 978-4-09-861006-8 | 17 mars 2022      | 978-2-35348-247-4 |

## Accueil
Le Tigre des neiges est classée 14e des bandes dessinées recommandées par les libraires japonais du site internet du Honya Club en 2016.

## Distinctions
Le tome 4 de la série remporte le premier « prix Jeunes Adultes » du festival d'Angoulême 2020.